# Mário de Andrade
Mário Raul de Morais Andrade (São Paulo, 9 de outubro de 1893 – São Paulo, 25 de fevereiro de 1945) foi um poeta, contista, cronista, romancista, musicólogo, historiador de arte, crítico e fotógrafo brasileiro. Um dos fundadores do modernismo no país, ele praticamente criou a poesia brasileira moderna com a publicação de sua Pauliceia Desvairada em 1922. Ele teve uma influência enorme na literatura brasileira moderna e, como estudioso e ensaísta, foi pioneiro no campo da etnomusicologia. Sua influência chegou muito além do Brasil.
Andrade foi a figura central do movimento de vanguarda de São Paulo por vinte anos. Treinado como músico e mais conhecido como poeta e romancista, Andrade se envolveu pessoalmente em praticamente todas as disciplinas relacionadas ao modernismo paulistano e se tornou o polímata nacional do Brasil. Suas fotografias e ensaios sobre uma ampla variedade de assuntos, da história à literatura e à música, foram amplamente publicados. 
Ele foi a força motriz por trás da Semana de Arte Moderna, o evento de 1922 que reformulou a literatura e as artes visuais no Brasil, e um membro do vanguardista Grupo dos Cinco. As ideias por trás da semana foram exploradas no prefácio de sua coleção de poesia Pauliceia Desvairada e nos próprios poemas. 
Depois de trabalhar como professor de música e colunista de jornal, publicou seu grande romance, Macunaíma, em 1928. Os trabalhos sobre música folclórica brasileira, poesia e outras temáticas foram seguidos de maneira desigual, muitas vezes interrompidos pela mudança na relação de Andrade com o governo brasileiro. No final de sua vida, ele se tornou o diretor fundador do Departamento de Cultura de São Paulo, formalizando um papel que exercia há muito tempo como catalisador da entrada da cidade - e da nação - na modernidade artística.

## Juventude

Prédio onde morou Mário de Andrade no Largo do Paissandu, São Paulo. Arquivo Nacional.

Mário de Andrade nasceu em São Paulo, cidade onde morou durante quase toda a vida no número 320 da Rua Aurora, onde seus pais, Carlos Augusto de Andrade e Maria Luísa de Almeida Leite Moraes de Andrade, também haviam morado. Durante sua infância foi considerado um pianista prodígio, tendo sido matriculado no Conservatório Dramático e Musical de São Paulo em 1911. Recebeu educação formal apenas em música, mas foi autodidata em história, arte, e especialmente poesia. Dominava a língua francesa, tendo lido Rimbaud e os principais poetas simbolistas franceses durante a infância.

Em 1913, seu irmão Renato, então com quatorze anos de idade, morreu de um golpe recebido enquanto jogava futebol, o que causou um profundo choque em Andrade. Ele abandonou o conservatório e se retirou com a família para uma fazenda que possuíam em Araraquara. Ao retornar, sua habilidade de tocar piano havia sido afetada por um tremor nas mãos. Embora ele houvesse se formado no Conservatório, ele não se apresentou mais e começou a estudar canto e teoria musical com a intenção de se tornar um professor de música. Ao mesmo tempo, começou a ter um interesse mais sério pela literatura. Em 1917, ano de sua formatura, publicou seu primeiro livro de poemas, Há uma Gota de Sangue em Cada Poema, sob o pseudônimo de Mário Sobral. O livro contém indícios de uma crescente percepção do autor em relação a uma identidade particularmente brasileira, mas, assim como a maior parte da poesia brasileira produzida na época, o faz num contexto fortemente ligado à literatura europeia—especialmente francesa.
Seu primeiro livro parece não ter tido um impacto significativo e Andrade decidiu ampliar o âmbito de sua escrita. Deixou São Paulo e viajou para o campo. Iniciou uma atividade que continuaria pelo resto da vida: o meticuloso trabalho de documentação sobre a história, o povo, a cultura e especialmente a música do interior do Brasil, tanto em São Paulo quanto no Nordeste. Andrade também publicou ensaios em jornais de São Paulo, algumas vezes ilustrados por suas próprias fotografias, e foi, acima de tudo, acumulando informações sobre a vida e o folclore brasileiro. Entre as viagens, Andrade lecionava piano no Conservatório, havendo sido também, conforme relato de Oneyda Alvarenga, aluno de estética do poeta Venceslau de Queirós, sucedendo-lhe como professor no Conservatório após sua morte em 1921. Mário de Andrade compôs uma única canção, intitulada "Viola Quebrada".

## Carreira

### Semana de Arte Moderna

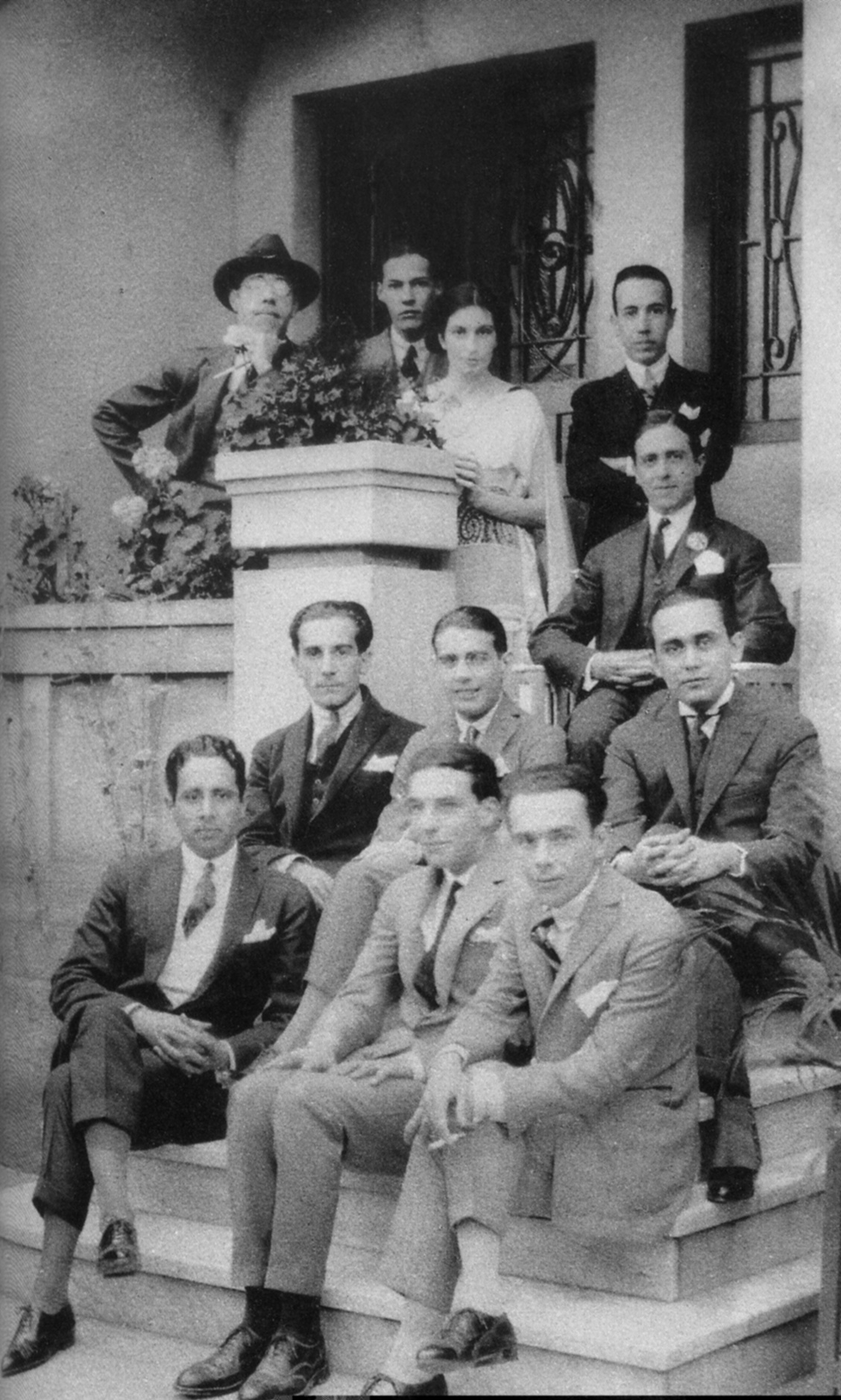
Mário de Andrade (primeiro à esquerda, no alto), Rubens Borba de Moraes (sentado, segundo da esquerda para a direita) e outros modernistas em 1922, dentre os quais (não identificados) Tácito, Baby, Mário de Almeida e Guilherme de Almeida e Yan de Almeida Prado.

Enquanto essas viagens de coleta de folclore aconteciam, Andrade desenvolveu um grupo de amigos entre jovens artistas e escritores de São Paulo, que, como ele, conheciam o crescente movimento modernista na Europa. Vários deles foram posteriormente conhecidos como Grupo dos Cinco: o próprio Andrade, os poetas Oswald de Andrade (sem parentesco) e Menotti del Picchia, e as artistas Tarsila do Amaral e Anita Malfatti, sendo que a última esteve na Europa antes da Primeira Guerra Mundial e apresentou São Paulo ao expressionismo. Jack E. Tomlins, tradutor do segundo livro de Andrade, descreve em sua introdução um evento particularmente crucial no desenvolvimento da filosofia modernista de Andrade. Em 1920, ele conheceu o escultor modernista Victor Brecheret e comprou uma escultura intitulada "Busto de Cristo", que descrevia Cristo como um brasileiro de cabelos trançados. Sua família (aparentemente para sua surpresa) ficou chocada e furiosa. Andrade retirou-se para seu quarto sozinho e depois lembrou, em uma palestra traduzida por Tomlins, que - ainda "delirante" - saiu para a varanda e "olhou para a praça abaixo sem realmente vê-la". 
Ruídos, luzes, as brincadeiras ingênuas dos taxistas: todos flutuaram até mim. Eu estava aparentemente calmo e não pensando em nada em particular. Não sei o que de repente aconteceu comigo. Fui até minha mesa, abri um caderno e anotei um título que nunca havia passado pela minha cabeça: Pauliceia Desvairada
Esses poemas eram completamente diferentes de seu trabalho formal e abstrato. As linhas dos versos variam muito em comprimento e estrutura sintática, consistindo principalmente de descrições impressionistas e fragmentadas, intercaladas com trechos de fala aparentemente ouvidos e desconectados no dialeto de São Paulo. O falante dos poemas muitas vezes parece dominado pelo labirinto de diálogos que o interrompe constantemente, como em "Colloque Sentimental": 

A rua toda nua ... As casas sem luzes ...
E a mirra dos martírios inconscientes...
Deixe-me pôr o lenço no nariz.
Tenho todos os perfumes de Paris!
Depois que os poemas foram concluídos, Andrade escreveu o que chamou de "Prefácio Extremamente Interessante", em uma tentativa de explicar retrospectivamente o contexto teórico dos poemas (embora Bruce Dean Willis tenha sugerido que as teorias do prefácio têm mais a ver com o seu trabalho posterior do que com Pauliceia). O prefácio é autodepreciativo ("Este prefácio - embora interessante - é inútil"), mas ambicioso, apresentando uma teoria não apenas da poesia, mas da estética da linguagem, a fim de explicar as inovações de seus novos poemas. Andrade explica seu emaranhado de linguagem em termos musicais: 
Existem certas figuras de linguagem em que podemos ver o embrião da harmonia oral, assim como encontramos o germe da harmonia musical na leitura das sinfonias de Pitágoras. Antítese: dissonância genuína.

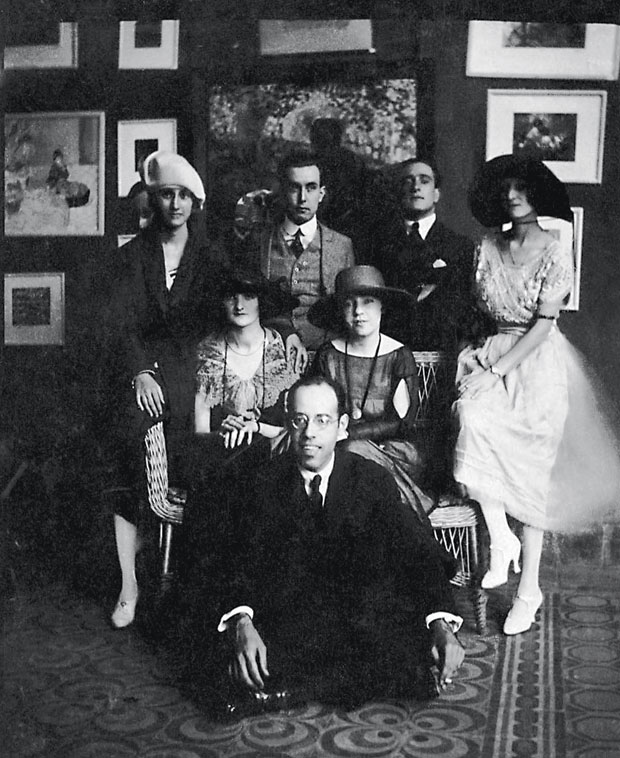
Andrade (sentado), Anita Malfatti (sentada, ao centro) e Zina Aita (à esquerda de Anita), 1922.

Ele faz uma distinção, no entanto, entre linguagem e música, no sentido de que "as palavras não são fundidas como notas; na verdade, elas são embaralhadas e se tornam incompreensíveis".  No entanto, como Willis apontou, há um pessimismo no prefácio; em uma de suas principais passagens, compara a poesia às riquezas submersas de El Dorado, que nunca podem ser recuperadas.
Em 1922, enquanto preparava Pauliceia Desvairada para publicação, Andrade colaborou com Malfatti e Oswald de Andrade na criação de um único evento que iria introduzir seu trabalho para o público em geral: a Semana de Arte Moderna. A Semana incluiu exposições de pinturas de Malfatti e outros artistas, leituras e palestras sobre arte, música e literatura. Andrade foi o principal organizador e a figura central do evento, que foi recebido com ceticismo, mas teve boa participação. Ele deu palestras sobre os princípios do modernismo e seu trabalho na música folclórica brasileira e leu seu "Prefácio Extremamente Interessante". Como o clímax da Semana, ele leu Pauliceia Desvairada. O uso de versos livres e expressões coloquiais de São Paulo pelos poemas, embora relacionados a poemas modernistas europeus do mesmo período, eram inteiramente novos para os brasileiros. A leitura foi acompanhada de zombarias persistentes, mas Andrade perseverou e depois descobriu que grande parte da plateia a considerava transformadora. Este tem sido citado frequentemente como o evento seminal na literatura brasileira moderna.
O Grupo dos Cinco continuou trabalhando juntos na década de 1920, período em que sua reputação se solidificou e a hostilidade ao trabalho diminuiu gradualmente, mas eventualmente o grupo se separou; Andrade e Oswald de Andrade tiveram uma briga séria (e pública) em 1929.

### "O Turista Aprendiz"

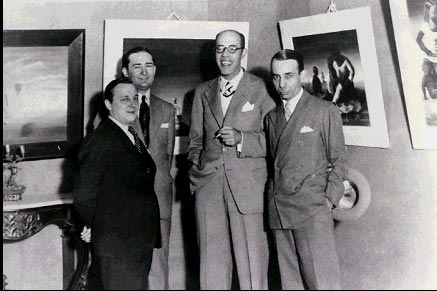
Da esquerda para a direita: Cândido Portinari, Antônio Bento, Mário de Andrade e Rodrigo Melo Franco. Palace Hotel, Rio de Janeiro, 1936.

Ao longo da década de 1920, Andrade continuou viajando pelo Brasil, estudando a cultura e o folclore do interior. Ele começou a formular uma teoria sofisticada das dimensões sociais da música folclórica, que é ao mesmo tempo nacionalista e profundamente pessoal. O tema explícito de Andrade era a relação entre a música "artística" e a música da rua e do campo, incluindo os estilos afro-brasileiro e ameríndio. O trabalho foi controverso por suas discussões formais sobre música folclórica; essas controvérsias foram agravadas pelo estilo de Andrade, que era ao mesmo tempo poético (Luper chama de "Joyceano") e polêmico. 
Suas viagens pelo Brasil se tornaram mais do que apenas pesquisas; em 1927, começou a escrever um diário de viagem chamado "O turista aprendiz" para o jornal O Diario Nacional. A coluna serviu de introdução aos cosmopolitas ao Brasil indígena. Ao mesmo tempo, serviu de propaganda para o trabalho de Andrade. Várias fotografias de Andrade foram publicadas ao lado da coluna, mostrando a paisagem e as pessoas. Ocasionalmente, o próprio Andrade aparecia neles, geralmente filtrado pela paisagem. Suas fotografias serviram assim para promover seu projeto modernista e seu próprio trabalho, ao mesmo tempo que sua função de registrar folclore.
... Os objetos, os desenhos, as fotografias que pertencem à minha existência de algum dia no passado, para mim, retém sempre uma enorme força para a reconstituição da vida. Ao vê-los, não me lembro simplesmente, mas revivo a mesma sensação eo mesmo velho estado, no dia em que já o experimentei ...
Embora Andrade tenha continuado fotografando ao longo de sua carreira, essas imagens dos anos 1920 representam a maior parte de seu notável trabalho, sendo a série de 1927 de particular importância. Ele estava especialmente interessado na capacidade das fotografias de capturar ou reafirmar o passado, um poder que ele considerava altamente pessoal. No final dos anos 1930, ele escreveu: 
Em muitas das imagens, as figuras são sombreadas, borradas ou quase invisíveis, uma forma de retrato que para Andrade se tornou uma espécie de sublime modernista.

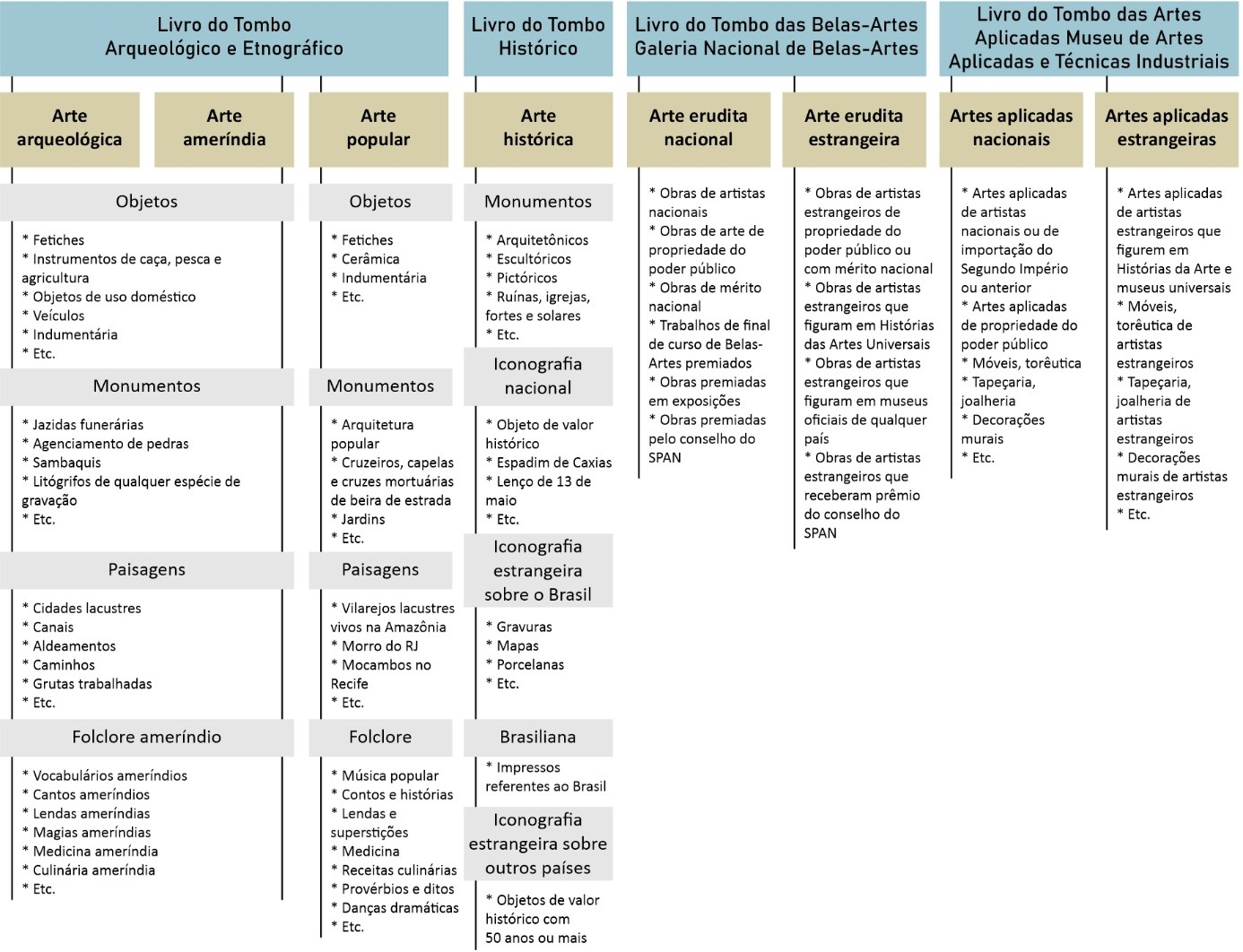
Patrimônio artístico nacional - Anteprojeto, de Mário de Andrade (1936).

### Serviço do Patrimônio Histórico e Artístico Nacional (SPHAN)
No ano de 1936, ele foi convidado por Gustavo Capanema, então Ministro da Educação e Saúde, a escrever um anteprojeto para a criação de um órgão de preservação do patrimônio em nível nacional, segundo solicitação do então governante do Brasil, Getúlio Vargas. Sua proposta de organização certamente foi influenciada por todas as suas viagens pelo Brasil e pela diversidade cultural que havia conhecido. Ele atribuía a ideia de "Patrimônio Artístico Nacional" e indicava quatro grandes Livros do Tombo, que dividiam os itens a serem protegidos em oito tipos de artes. Após a criação do SPHAN, foi delegada a ele a direção da 4ª Região do IPHAN, que compreendia os estados de São Paulo, Mato Grosso, Paraná, Santa Catarina e Rio Grande do Sul.

### Macunaíma

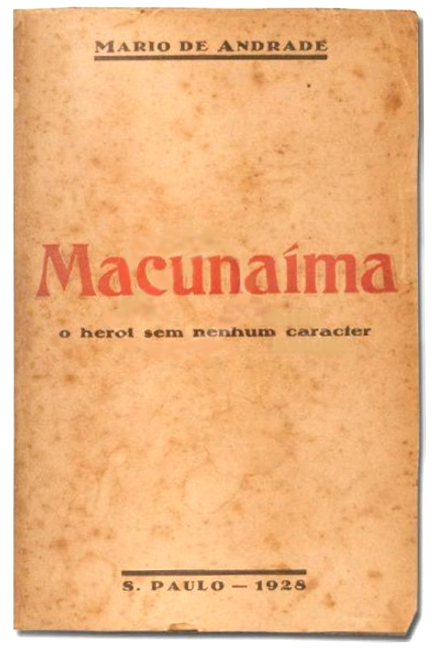
Capa da primeira edição de Macunaíma.

Ao mesmo tempo, Andrade estava desenvolvendo uma extensa familiaridade com os dialetos e culturas de grandes partes do Brasil. Ele começou a aplicar à ficção em prosa a técnica padronizada da fala que havia desenvolvido ao escrever os poemas da Pauliceia Desvairada. Ele escreveu dois romances durante esse período usando essas técnicas: o primeiro, Amor, Verbo Intransitivo, foi em grande parte um experimento formal; o segundo, escrito pouco depois e publicado em 1928, foi Macunaíma, um romance sobre um homem ("O herói sem nenhum caráter" é o subtítulo do romance) de uma tribo indígena que vem a São Paulo, aprende seus idiomas. - ambos, o romance diz, português e brasileiro - e retorna. O estilo do romance é composto, misturando descrições vívidas da selva e da cidade com reviravoltas abruptas na fantasia, o estilo que mais tarde seria chamado de realismo mágico. Linguisticamente, também, o romance é composto; quando o herói rural entra em contato com seu ambiente urbano, o romance reflete o encontro de idiomas. Baseando-se fortemente no primitivismo que Andrade aprendeu com os modernistas europeus, o romance protela sobre o possível canibalismo indígena, enquanto explora a imersão de Macunaíma na vida urbana. O crítico Kimberle S. López argumentou que o canibalismo é a força temática motriz do romance: o consumo de culturas por outras culturas.
Formalmente, Macunaíma é uma mistura extática de dialetos e ritmos urbanos e rurais que Andrade colecionava em sua pesquisa. Ele contém um estilo de prosa inteiramente novo - profundamente musical, francamente poético e cheio de deuses e quase deuses, mas que contém considerável impulso narrativo. Ao mesmo tempo, o romance como um todo é pessimista. Isso termina com a destruição deliberada de Macunaíma de sua própria aldeia; apesar da euforia da colisão, a reunião de culturas dos novos documentos é inevitavelmente catastrófica. Como Severino João Albuquerque demonstrou, o romance apresenta "construção e destruição" como inseparáveis. É um romance de poder (Macunaíma tem todos os tipos de poderes estranhos) e alienação.

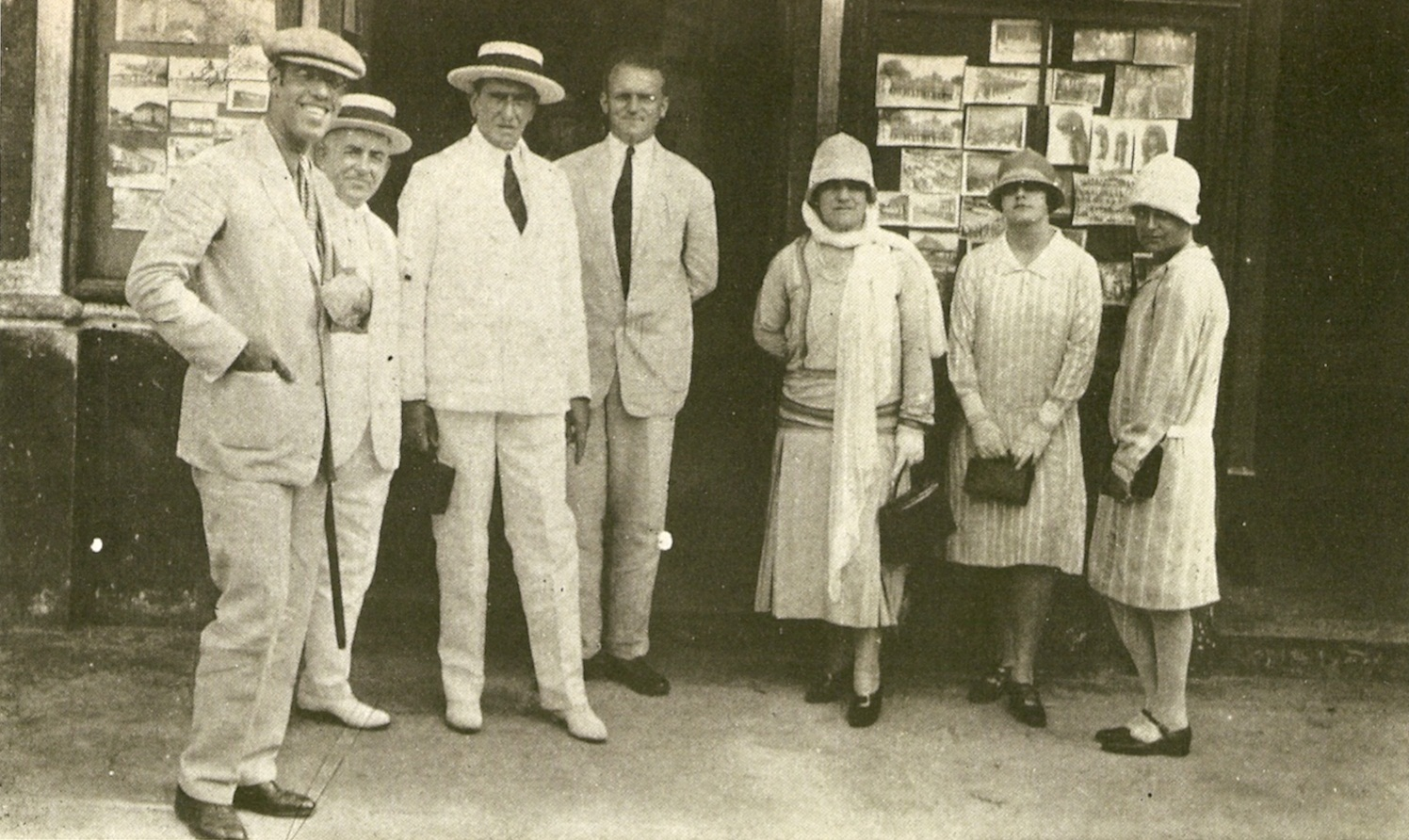
Mário de Andrade, à extrema esquerda, no período de escrita de Macunaíma.

Assim como Macunaíma mudou a natureza da literatura brasileira em um instante - Albuquerque o chama de "o texto fundamental do modernismo brasileiro" - o conflito interno no romance era uma parte forte de sua influência. O modernismo, como Andrade descreveu, estava formalmente vinculado às inovações da literatura europeia recente e baseado no encontro produtivo de forças culturais na população diversificada do Brasil; mas era ferozmente nacionalista, baseado em grande parte na distinção entre a cultura brasileira e o mundo e na documentação dos danos causados pelos efeitos remanescentes do domínio colonial. Ao mesmo tempo, a complexa vida interior de seu herói sugere temas pouco explorados na literatura brasileira anterior, que os críticos adotaram para se referir ao próprio Andrade. Embora Macunaíma não seja autobiográfico no sentido estrito, reflete e refrata claramente a própria vida de Andrade. Ele era um mulato; seus pais eram proprietários de terras, mas não faziam parte da pseudo-aristocracia portuguesa do Brasil. Alguns críticos têm feito um paralelo entre a raça e os antecedentes familiares de Andrade com a interação entre categorias de seu personagem Macunaíma.
Outros críticos defenderam análogos semelhantes entre a sexualidade de Andrade e o status complexo de Macunaíma. Embora Andrade não fosse abertamente gay e não houvesse evidência direta de suas práticas sexuais, muitos dos amigos de Andrade relataram após sua morte que ele estava claramente interessado em homens (o assunto é discutido apenas com relutância no Brasil). Foi sobre uma acusação pseudônima de efeminação que Andrade rompeu com Oswald de Andrade em 1929.
Inevitavelmente, o polemismo de Macunaíma e a pura estranheza tornaram-se menos óbvios, à medida que se tornaram abrigados na cultura e na educação brasileira predominantes. Uma vez considerado pelos críticos acadêmicos como uma obra desajeitadamente construída, de importância mais histórica que literária, o romance passou a ser reconhecido como uma obra-prima modernista cujas dificuldades fazem parte de sua estética. Andrade é um ícone cultural nacional; seu rosto apareceu na moeda brasileira. Um filme de Macunaíma foi feito em 1969, pelo diretor brasileiro Joaquim Pedro de Andrade, atualizando a história de Andrade para a década de 1960 e transferindo-a para o Rio de Janeiro; o filme foi relançado internacionalmente em 2009.

### Pesquisa musical

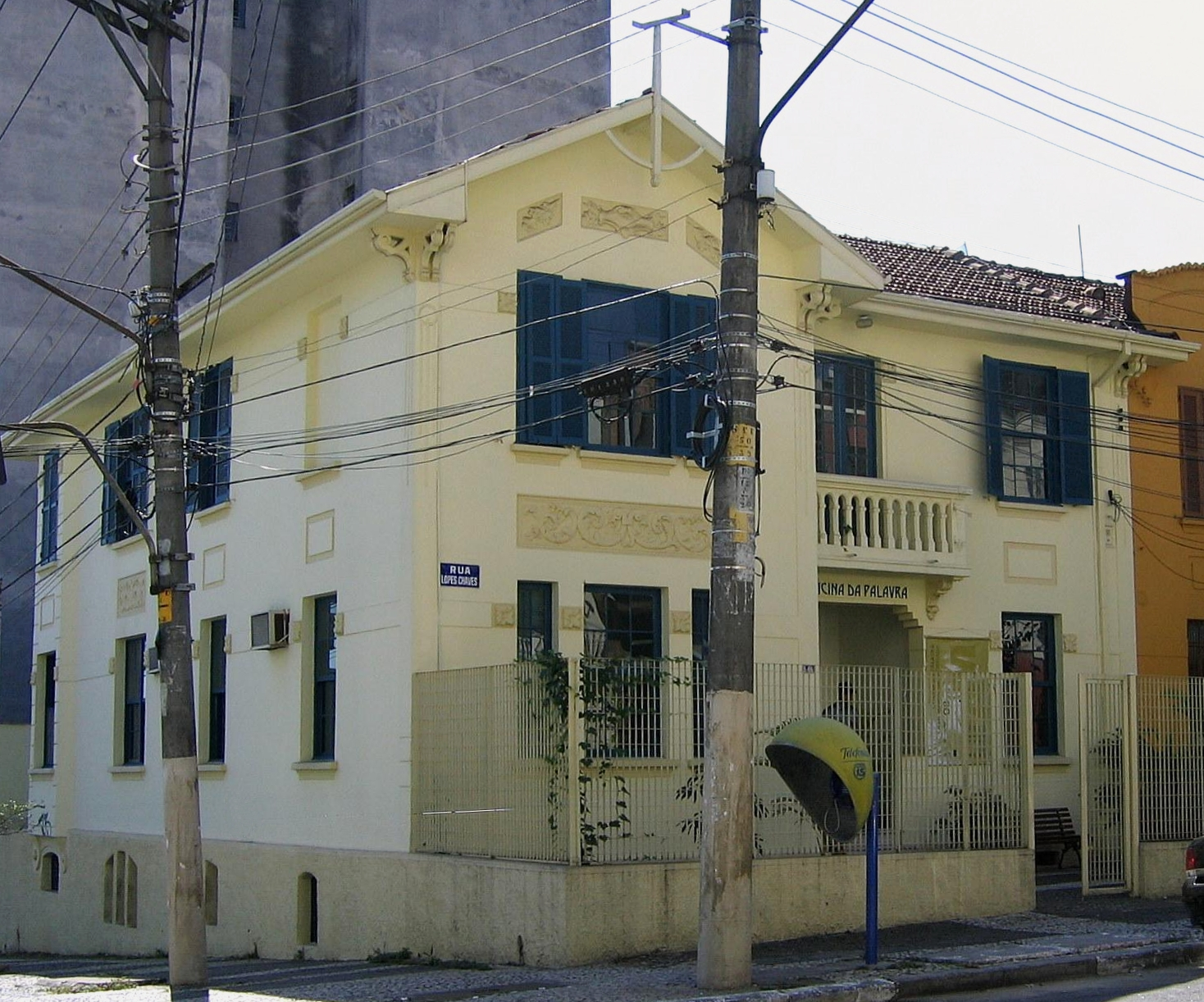
Casa Mário de Andrade, na Rua Lopes Chaves, em São Paulo, onde ele se descreve em um poema de 1927.

Andrade não foi diretamente afetado pela Revolução de 1930, na qual Getúlio Vargas tomou o poder e se tornou ditador, mas ele pertencia à classe dominante que a Revolução foi projetada para substituir, e suas perspectivas de emprego diminuíram sob o regime de Vargas. Ele foi capaz de permanecer no Conservatório, onde agora era Presidente de História da Música e Estética. Com esse título, ele se tornou uma autoridade nacional de fato sobre a história da música e sua pesquisa passou da inclinação pessoal de sua obra de 1920 para livros didáticos e cronologias. Ele continuou a documentar a música folclórica rural e, durante os anos 1930, fez uma enorme coleção de gravações das músicas e de outras formas de música do interior. As gravações foram exaustivas, com uma seleção baseada na abrangência e não no julgamento estético, incluindo relacionados e outros sons não musicais. Na época, compilou diversas canções tradicionais brasileiras, entre elas 15 modinhas de salão dos tempos do Império, as quais cuidadosamente prefaciou e dedicou ao amigo Heitor Villa-Lobos. As técnicas de Andrade foram influentes no desenvolvimento da etnomusicologia no Brasil e antecedem trabalhos semelhantes feitos em outros lugares, incluindo as conhecidas gravações de Alan Lomax. Ele é creditado por cunhar a palavra "popularque", que ele definiu como imitações da música folclórica brasileira por músicos urbanos eruditos ("erudito" geralmente é uma depreciação no vocabulário de Andrade). A palavra continua ganhando força na discussão da música brasileira como categoria tanto acadêmica quanto nacionalista.
Em 1935, durante um período instável no governo de Vargas, Andrade e o escritor e arqueólogo Paulo Duarte, que há muitos anos desejavam promover pesquisas e atividades culturais na cidade através de uma agência municipal, conseguiram criar um Departamento de Cultura de São Paulo unificado (Departamento de Cultura e Recreação da Prefeitura Municipal de São Paulo). Andrade foi nomeado diretor fundador.

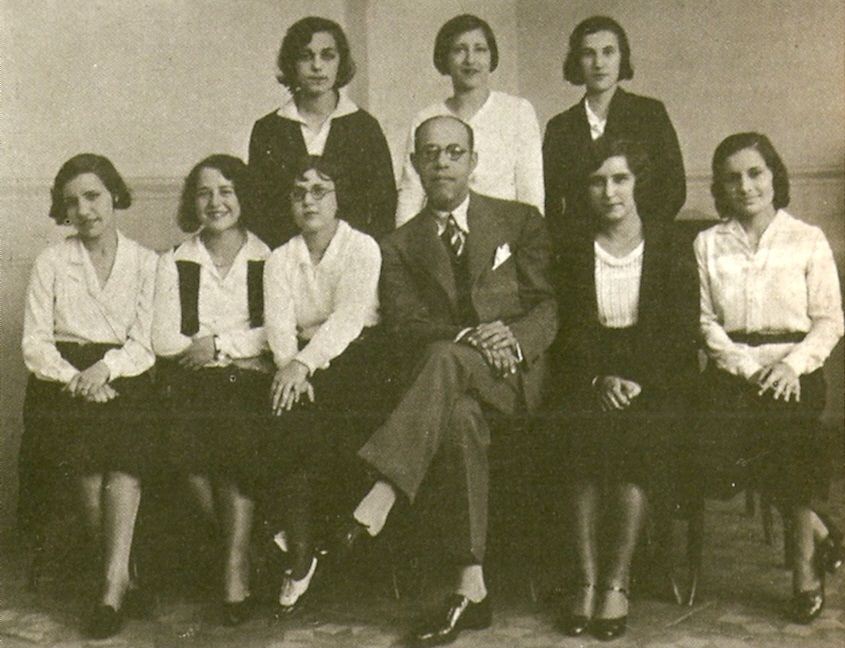
Mário de Andrade com suas alunas do Conservatório Dramático e Musical de São Paulo, 1931.

O Departamento de Cultura tinha um amplo alcance, supervisionando a pesquisa cultural e demográfica, a construção de parques e uma ala editorial considerável. Andrade abordou a posição com ambição característica, usando-a para expandir seu trabalho no folclore e na música folclórica enquanto organizava inúmeras performances, palestras e exposições. Ele mudou sua coleção de gravações para o Departamento, e expandi-la e aprimorá-la se tornou uma das principais funções do Departamento, supervisionada pela ex-aluna de Andrade, Oneyda Alvarenga. A coleção, chamada Discoteca Municipal, era "provavelmente a maior e melhor organizada em todo o hemisfério".
Ao mesmo tempo, Andrade estava refinando sua teoria da música. Ele tentou reunir suas pesquisas em uma teoria geral. Preocupado, como sempre, com a necessidade do modernismo de romper com o passado, ele formulou uma distinção entre a música clássica da Europa dos séculos XVIII e XIX e o que chamou de música do futuro, que se basearia simultaneamente em colapsos modernistas da forma musical e no entendimento da música folclórica e popular. A música do passado, disse ele, foi concebida em termos de espaço: seja o contraponto, com suas múltiplas vozes dispostas em alinhamento vertical, ou as formas sinfônicas, nas quais a voz dominante é normalmente projetada em cima de um acompanhamento complexo. A música futura seria organizada no tempo, e não no espaço: "momento a momento". Essa música temporal seria inspirada não pela "lembrança contemplativa", mas pelo profundo desejo ou desejo expresso pela palavra portuguesa saudade.
Por meio de sua posição no Departamento de Cultura, nesse período, ele pôde ajudar Dina Lévi-Strauss e seu marido, Claude Lévi-Strauss, com os filmes que estavam fazendo com base em pesquisas de campo em Mato Grosso e Rondônia.

## Final da vida

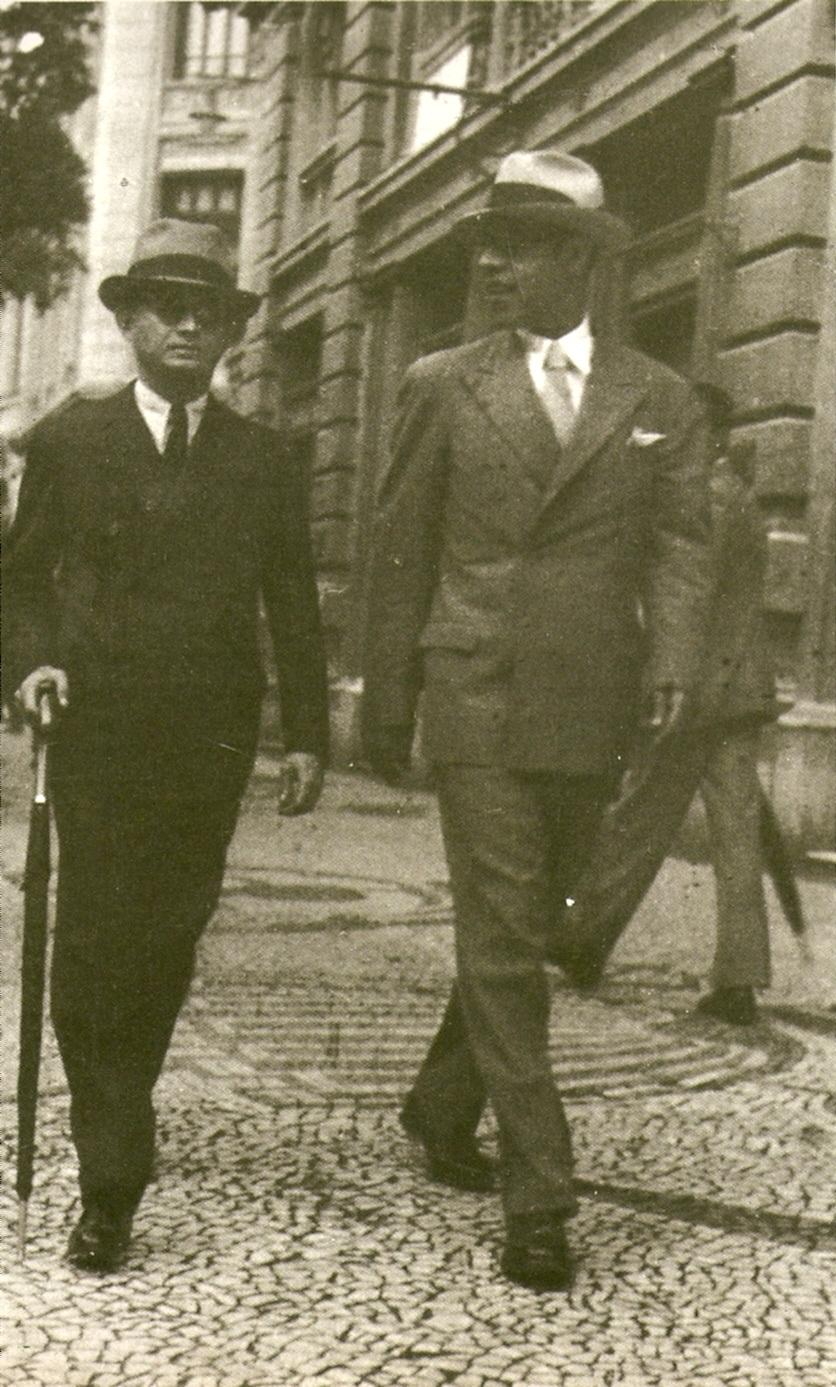
Mário de Andrade durante o exílio no Rio de Janeiro em 1938.

A posição de Andrade no Departamento de Cultura foi abruptamente revogada em 1937, quando Vargas voltou ao poder e Duarte foi exilado. Em 1938, Andrade se mudou para o Rio de Janeiro para ocupar um cargo na Universidade Federal do Rio de Janeiro, onde ele dirigiu o Congresso da Língua Nacional Cantada, uma importante conferência de folclore e música folclórica. Ele voltou para São Paulo em 1941, onde trabalhou em uma edição colecionada de sua poesia.
O projeto final de Andrade foi um longo poema chamado "Meditação sobre o Tietê". O trabalho é denso e difícil, e foi descartado pelos primeiros críticos como "sem sentido", embora trabalhos recentes tenham sido mais entusiasmados. Um crítico, David T. Haberly, o comparou favoravelmente ao Paterson, de William Carlos Williams, um épico inacabado denso, mas influente, que usa uma construção composta. Como Paterson, é um poema sobre uma cidade; a "Meditação" está centrada no rio Tietê, que corre por São Paulo. O poema é simultaneamente um resumo da carreira de Andrade, comentando poemas escritos muito antes, e um poema de amor dirigido ao rio e à própria cidade. Nos dois casos, o poema sugere um contexto mais amplo: compara o rio ao Tejo, em Lisboa, e ao Sena, em Paris, como se estivesse reivindicando uma posição internacional para Andrade também. Ao mesmo tempo, o poema associa a voz de Andrade e o rio ao banzeiro, palavra da tradição musical afro-brasileira: música que pode unir homem e rio. O poema é a afirmação definitiva e final da ambição de Andrade e de seu nacionalismo.
Andrade morreu em sua casa em São Paulo de um ataque cardíaco em 25 de fevereiro de 1945, aos 51 anos. Dadas as suas divergências com a ditadura varguista, não houve qualquer reação oficial significativa antes de sua morte. No entanto, a publicação de seus Poemas Completos, em 1955 (um ano após a morte de Vargas), marcou o início da canonização de Andrade como um dos heróis culturais do Brasil. Em 15 de fevereiro de 1960, a biblioteca municipal de São Paulo foi renomeada para Biblioteca Mário de Andrade.

## Vida pessoal

### Sexualidade

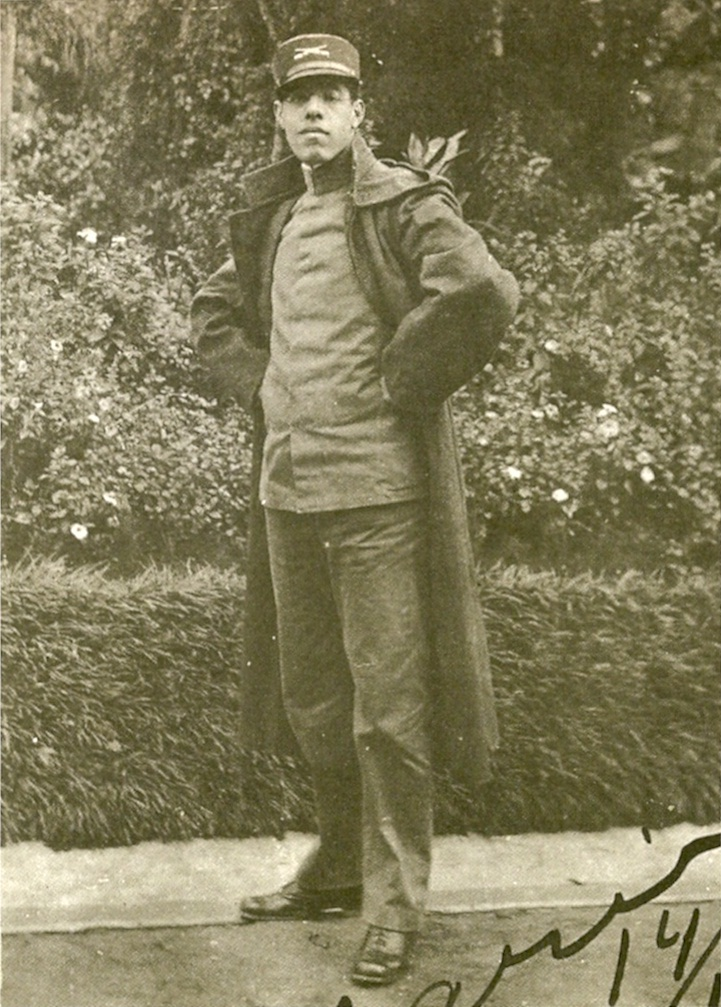
Andrade em 1916.

Apenas 50 anos após a morte do escritor, a questão da sexualidade de Mário de Andrade foi abordada em livro por seu amigo Moacir Werneck de Castro, que referiu que na roda de colegas não se suspeitava que fosse homossexual: "supúnhamos que fosse casto ou que tivesse amores secretos. Se era ou não, isso não afeta a sua obra, nem seu caráter". E só em 1990, o seu amigo Antonio Candido se referiu diretamente ao assunto: "O Mário de Andrade era um caso muito complicado, era um bissexual, provavelmente". O episódio do rompimento da amizade com Oswald de Andrade é hoje largamente citado: Oswald ironizou que Mário se "parecia com Oscar Wilde por detrás".
A maioria dos familiares de Mário falam que ele era assexual, só se importando com a literatura. No entanto, sempre persistiu fortemente nos meios acadêmicos um "silêncio" sobre o assunto. A respeito disso, no livro Devassos no Paraíso - A Homossexualidade no Brasil, da Colônia à Atualidade (2000), João Silvério Trevisan denuncia "um patético jogo de cena que mais tem revelado do que ocultado a homossexualidade de Mário de Andrade [...] tem sido vítima de um verdadeiro conluio de censores paranoicos, que cercaram sua vida e continuam atuando sobre seu cadáver como abutres zelosos da própria 'honra', em nome da qual têm tornado 'indigno' o passado do maior escritor modernista do Brasil".
No dia 19 de junho de 2015, a Fundação Casa de Rui Barbosa disponibilizou para consulta trecho inédito de carta escrita pelo próprio Mário de Andrade em 7 de abril de 1928 ao amigo Manuel Bandeira, na qual fala a respeito de sua fama de homossexual. Até essa data, a carta, que recebeu ampla divulgação dos jornais, é a confissão mais clara sobre sua sexualidade, em que ele escreve:
Nota: texto com a grafia original da carta— [...] Está claro que eu nunca falei a você sobre o que se fala de mim e não desminto. Mas em que podia ajuntar em grandeza ou melhoria pra nós ambos, pra você, ou pra mim, comentarmos e elucidar você sobre a minha tão falada (pelos outros) homossexualidade? Em nada. Valia de alguma coisa eu mostrar o muito de exagero nessas contínuas conversas sociais? Não adiantava nada pra você que não é indivíduo de intrigas sociais. Pra você me defender dos outros? Não adiantava nada pra mim porque em toda vida tem duas vidas, a social e a particular, na particular isso só interessa a mim e na social você não conseguia evitar a socialização absolutamente desprezível duma verdade inicial. Quanto a mim pessoalmente, num caso tão decisivo pra minha vida particular como isso é, creio que você está seguro que um indivíduo estudioso e observador como eu há de tê-lo bem catalogado e especificado, há de ter tudo normalizado em si, si é que posso me servir de “normalizar” neste caso. Tanto mais, Manu, que o ridículo dos socializadores da minha vida particular é enorme. Note as incongruências e contradições em que caem. O caso de Maria não é típico? Me dão todos os vícios que por ignorância ou por interesse de intriga, são por eles considerados ridículos e no entanto assim que fiz duma realidade penosa a “Maria”, não teve nenhum que caçoasse falando que aquilo era idealização para desencaminhar os que me acreditavam nem sei o que, mas todos falaram que era fulana de tais.

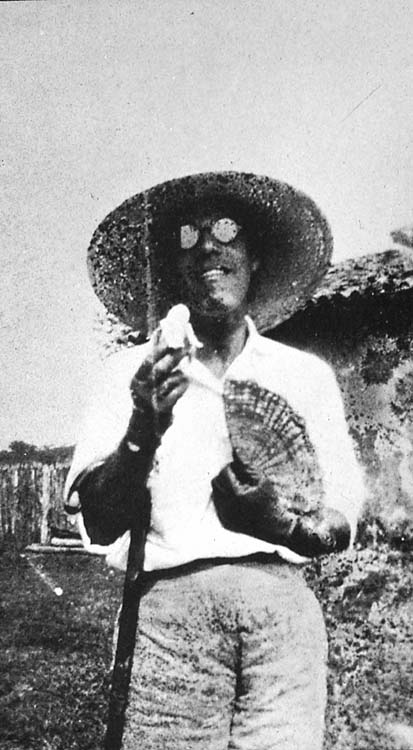
Mário em 12 de junho de 1927.

Mas si agora toco nesse assunto em que me porto com absoluta e elegante discrição social, tão absoluta que sou incapaz de convidar um companheiro daqui a sair sozinho comigo na rua (veja como eu tenho a minha vida mais regulada que máquina de pressão) e si saio com alguém é porque esse alguém me convida, si toco no assunto é porque se poderia tirar dele um argumento pra explicar minhas amizades platônicas, só minhas. Ah, Manu, disso só eu mesmo posso falar, e me deixe ao menos pra você, com quem, apesar das delicadezas da nossa amizade, sou duma sinceridade absoluta, me deixe afirmar que não tenho nenhum sequestro não. Os sequestros num casos como este onde o físico que é burro e nunca se esconde entra em linha de conta como argumento decisivo, os sequestros são impossíveis.

Eis aí uns pensamentos jogados no papel sem conclusão nem sequencia, faça deles o que quiser."
A carta já havia sido publicada anteriormente em livro de 1966 das correspondências entre ambos os escritores, mas o trecho acima havia sido completamente retirado sem a devida informação. Só foi possível o acesso total por pedido do jornalista Marcelo Bortoloti, através da revista Época, por meio da Lei de Acesso à Informação, visto que, segundo a diretora da Casa de Rui Barbosa, Lia Calabre, a família e os herdeiros de Mário de Andrade sempre se opuseram a divulgá-la.

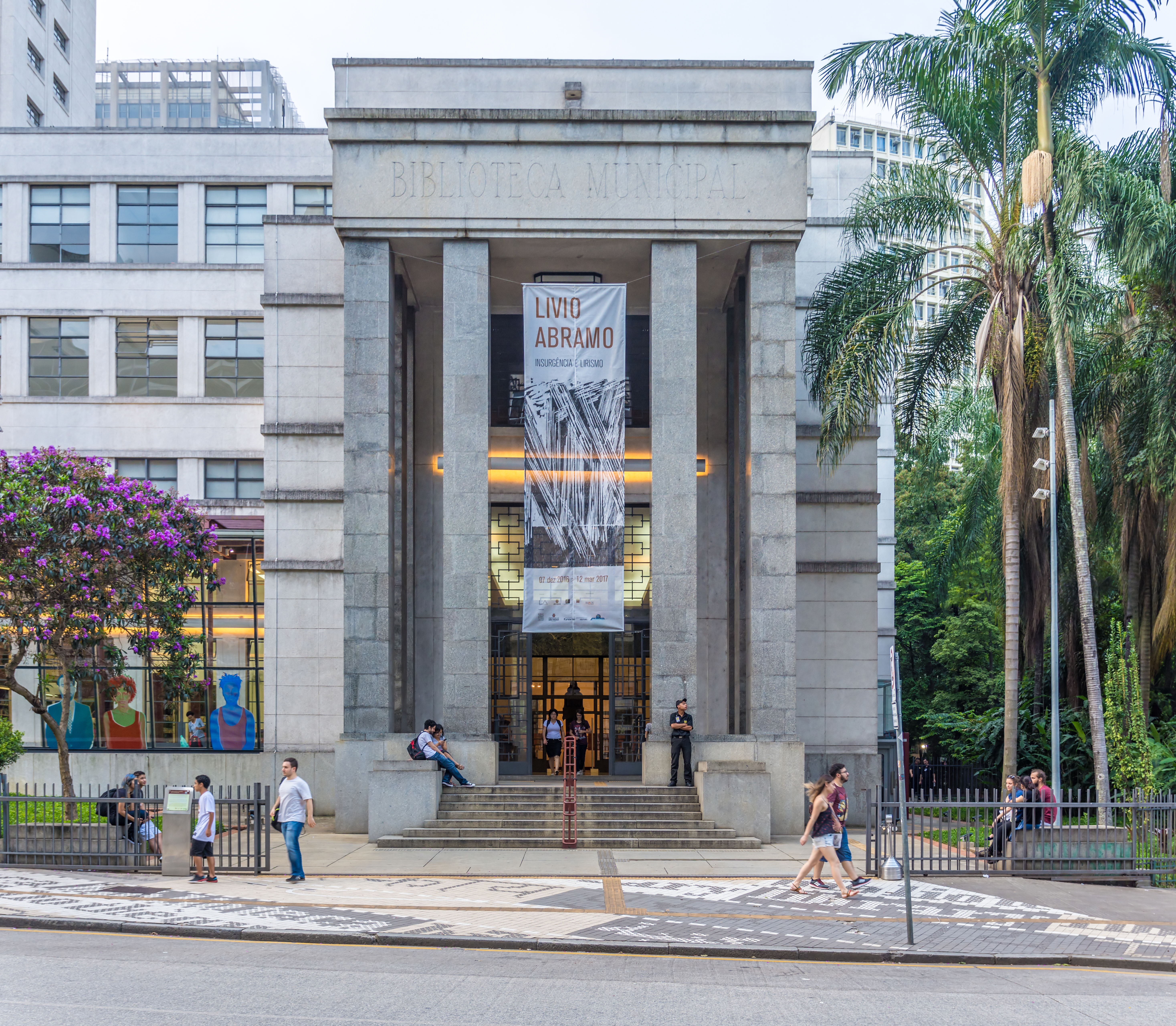
Biblioteca Mário de Andrade, em São Paulo.

Para Silviano Santiago, que organizou a correspondência entre Mário e Carlos Drummond de Andrade, a carta não traz "novidade, porque a questão era sabida, meio consensual, mas sua não-revelação atrapalhava a compreensão da obra de Mário de Andrade e de sua figura intelectual. Agora há um extenso trabalho pela frente, que é tratar daquela que eu julgo ser a grande questão libertária do novo milênio: a sexualidade. [...] Essa carta pode abrir novas interpretações. Acho que houve uma conspiração do pudor em não revelar a íntegra da carta porque se trata de um tema tabu. Se não, essa carta não teria sido proibida, não haveria tanta curiosidade em torno dela e agora, revelada, não estaria fazendo tanto barulho".
Eduardo Jardim, autor da biografia Eu Sou Trezentos - Mário de Andrade - Vida e Obra, comentou: "A carta mostra claramente uma tensão entre o amor carnal, que é físico e sexual, e o amor sublime, espiritualizado, como o que ele demonstra ter pela amizade de Manuel Bandeira. Essas tensões atravessam sua personalidade. [...] Ele se dizia pansexual. Talvez ele não tinha uma sexualidade exclusiva, ele também se relacionava com mulheres. A experiência da homossexualidade era muito diferente naquela época no Brasil, no ambiente dele, era algo mais reprimido do que é hoje. [...]".
De acordo com Trevisan, com a divulgação pública da carta seria possível "trabalhar a obra de Mário de Andrade sob o viés da homossexualidade dele. É um aspecto importante que certamente pode despejar luz sobre seu legado. Houve uma conspiração do silêncio sobre a homossexualidade de Mário. Essa é uma característica da intelectualidade brasileira".

## Impacto cultural

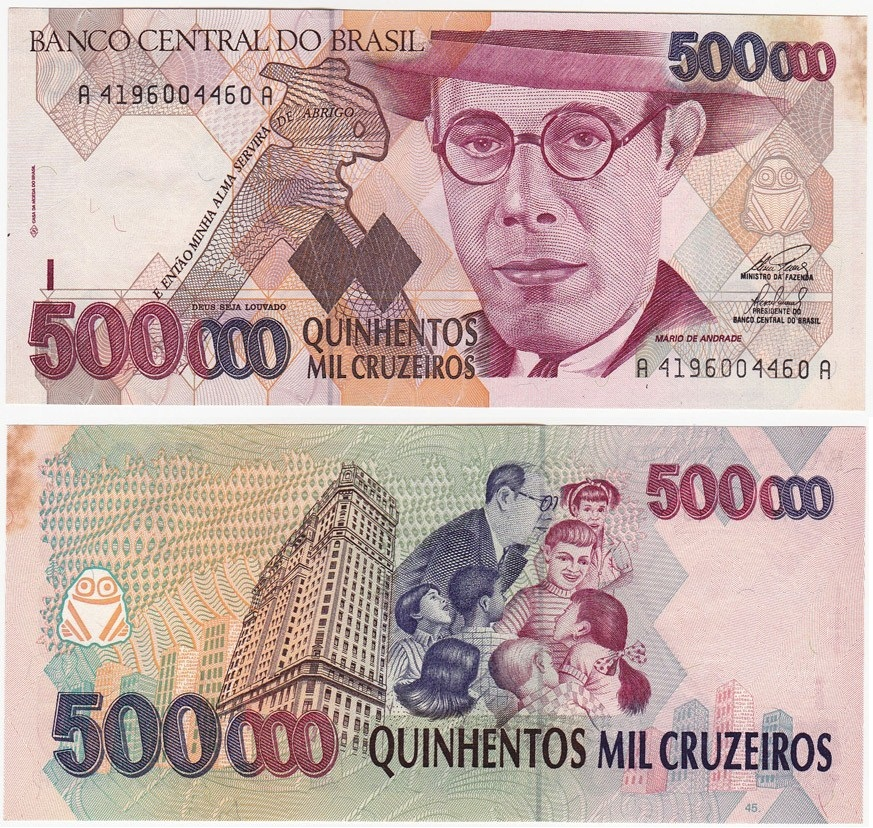
Cédula de 500 000 cruzeiros com a efígie de Mário de Andrade.

Mário de Andrade já foi retratado como personagem no cinema e na televisão, interpretado por Paulo Hesse no filme O Homem do Pau-Brasil (1982) e Pascoal da Conceição nas minisséries Um Só Coração (2004) e JK (2006).
Em 1993, quase 48 anos após sua morte, a Casa da Moeda do Brasil emitiu a cédula de 500 000 cruzeiros em sua homenagem. A cédula possui sua efígie, tendo à esquerda, desenho inspirado em fotografia de sua autoria, intitulada "Sombra Minha". Acompanhada pelo último verso do conhecido poema "Eu sou trezentos...". No reverso, consta uma cena representando Mário de Andrade conversando com crianças, ladeada por prédios que simbolizam o crescimento vertiginoso da cidade de São Paulo na época do escritor. A nota ficou em circulação entre 29/01/1993 e 15/09/1994, e foi a cédula com maior valor de face já emitida na história das moedas nacionais.
Em 2022, a obra Macunaíma foi composta por Ronaldo Miranda para o Ballet e Orquestra do Theatro Municipal do Rio de Janeiro. Em 2024, Mário de Andrade virou o enredo da escola de samba Mocidade Alegre, a agremiação garantiu o bicampeonato no Carnaval de São Paulo.

## Obras
| - Há uma Gota de Sangue em Cada Poema (1917) - Pauliceia Desvairada (1922) - Losango Cáqui (1926) - Clã do Jabuti (1927) - Remate de Males (1930) - Poesias (1941) Póstumo: - Lira Paulistana (1946) - O Carro da Miséria (1946) - Poesias Completas (1955). | - A Escrava que não é Isaura (1925) - Ensaio sobre Música Brasileira (1928) - Compêndio de História de Música (1929) Modinhas Imperiais (1930) - O Aleijadinho de Álvares de Azevedo (1935) - Lasar Segall (1935) - O Movimento Modernista (1942) - O Baile das Quatro Artes (1943) - O Empalhador de Passarinhos (1944) Póstumo: - Ensaio sobre a Música Brasileira (1962) [edição expandida]. - O Banquete (1978). |

| - Amar, Verbo Intransitivo (1927) - Macunaíma (1928) - Primeiro Andar (1926) - Os Contos de Belazarte (1934) Póstumo: - Contos Novos (1947) | - Os filhos da Candinha (1943) Póstumo: - Música e Jornalismo: Diário de S. Paulo (1933-1935) Póstumo: - O Turista Aprendiz (1977) |